# Carlos Ramos (giudice di tennis)
Carlos Ramos (Lisbona, 1971) è un giudice di tennis portoghese. È uno dei giudici di sedia ad avere ottenuto il certificato Gold, la massima certificazione possibile, dall'International Tennis Federation.

## Biografia
In carriera ha partecipato a tutti i tornei del Grande Slam, riuscendo ad arbitrare la finale del singolare maschile in tutti e quattro i tornei dello Slam.
La prima finale da giudice di sedia è stato il singolare maschile agli Australian Open 2005, allo Slam successivo il Roland Garros 2005 arbitra invece la finale del singolare femminile.
Solo nel 2007 torna ad arbitrare una finale importante, al Torneo di Wimbledon 2007 infatti arbitra la finale tra Roger Federer e Rafael Nadal.
Il 2008 lo vede protagonista di ben tre finali dello Slam, comincia in Australia (per la seconda volta) con la finale tra Novak Đoković e Jo-Wilfried Tsonga, quattro mesi dopo arbitra la sua seconda finale del Roland Garros, ma la prima di singolare maschile, trovandosi ancora in campo Roger Federer e Rafael Nadal.
A Wimbledon arriva la terza finale consecutiva, questa volta nel femminile dove arbitra il match tra le Sorelle Williams, vinto poi da Venus.
Torna in campo nel 2011, agli US Open infatti arbitra la finale Đoković-Nadal e completa così il suo Grande Slam.
Ha partecipato come giudice di sedia anche a march di Coppa Davis, tra cui la finale tra Spagna e Argentina nel 2011, di Fed Cup oltre che ai Giochi Olimpici
Ai Giochi Olimpici di Londra 2012 ha fatto da giudice di sedia per la finale del singolare maschile tra Roger Federer e Andy Murray, completando così un suo Career golden slam.
Arbitra il match tra Naomi Ōsaka e Serena Williams nella finale agli US Open 2018. Ramos, dopo aver dato due warnings alla Williams (per coaching e per racquet abuse), le assegna un penalty game da regolamento al terzo warning per un "verbal abuse" in quanto Serena lo accusa di essere un ladro, "thief" in inglese. In preda ad una crisi di nervi, risponde al giudice: "Non ho mai rubato in vita mia, sono una mamma, ho una bambina e tu mi derubi. Ogni volta è la stessa storia. Lo fai perché sono una donna? Ti devi scusare con me!". Il match si trasforma in un vero e proprio dramma.